# Кольмайер, Вернер
Ве́рнер Ко́льмайер (нем. Werner «Kohli» Kohlmeyer; 19 апреля 1924, Кайзерслаутерн, Германия — 26 марта 1974, Майнц-Момбах, ФРГ) — немецкий футболист, чемпион мира 1954 года.

## Карьера

### Клубная
Кольмайер выигрывал чемпионат Германии дважды, и оба раза с «Кайзерслаутерном» — в 1951 и 1953 годах.

### В сборной
Был в составе национальной команды ФРГ, выигравшей ЧМ 1954 года, на этом чемпионате выступал в футболке под номером 3. Всего пронял участие в 22 матчах за сборную Западной Германии. Также выступал за футбольный клуб «Кайзерслаутерн», играя за него с 1941 по 1957 годы.
Обычной позицией, которую занимал Кольмайер, являлась позиция левого защитника. Кольмайер стал широко известен после ЧМ-1954 в футбольном мире своими сэйвами в критических моментах игры на линии штрафной, особенно ярко этот талант проявился в игре против сборной Югославии. В той игре Кольмайер несколько раз спас команду, практически ложась под удары по воротам сборной Германии. В финальной игре ЧМ-1954 Вернеру Кольмайеру удалось эффективно сдержать Золтана Цибора, важного игрока сборной Венгрии.
Оставался в стартовом составе команды до 1957 года. В одной из последних игр за Германию 1 декабря 1954 года на стадионе «Уэмбли» в товарищеской встрече со сборной Англии Вернеру противостоял на поле Стенли Мэттьюз, Кольмайер гордился тем фактом, что не допустил ни единого столкновения с известным своей чистой игрой Мэттьюзом.

## После карьеры
После завершения карьеры игрока и выхода на отдых Кольмайер пережил тяжёлый удар, когда с ним развелась его жена Кэрол (по сообщениям прессы, он жил «на две семьи»), и он не смог общаться со своими тремя детьми (Вернером-младшим, Хитом и Габи). По этой причине Кольмайер пристрастился к алкоголю. Постепенно он скатился в бедность, и был вынужден жить на пособие по безработице; был линейным судьёй в футболе, потом работал на стройке (рабочим), впоследствии нашёл себе работу швейцара в майнцском газетном издательстве Rhein-Main-Verlag. Умер в возрасте 49 лет от сердечного приступа.

## Личная жизнь
Мать Вернера была домохозяйкой, отец — капельмейстером в цирке. Брат Роман.

## Память
Ежегодно проводится спортивный «Турнир памяти Вернера Кольмайера» (нем. Werner Kohlmeyer-Gedächtnisturnier), длящийся по нескольку дней, и известный за пределами земли Рейнланд-Пфальц.

## Достижения
- Чемпион мира: 1954